# Андых
Андых (авар. Гьандихъ) — село в Шамильском районе Дагестана.
Образует сельское поселение село Андых как единственный населённый пункт в его составе.

## Географическое положение
Расположен у подножья хребта Зоногох на высоте 1772 м над у. м., в 8 км к северо-востоку от районного центра села Хебда.

## Население
| 1888 | 1895  | 1926  | 1939 | 1970 | 1989 | 2002 |
| ---- | ----- | ----- | ---- | ---- | ---- | ---- |
| 550  | ↗595  | ↗602  | ↗613 | ↗678 | ↘648 | ↗853 |
| 2010 | 2012  | 2013  | 2014 | 2015 | 2016 | 2017 |
| ↗970 | ↘961  | ↗962  | ↘960 | ↗970 | ↗980 | ↗987 |
| 2018 | 2019  | 2020  | 2021 | 2023 | 2024 | 2025 |
| ↗996 | ↗1006 | ↗1015 | ↘984 | ↗985 | ↘975 | ↗978 |

## История
Населённый пункт впервые упоминается в 1431 году. По преданию основано выходцем из села Хунзах.

## Социальная инфраструктура
В селе действует средняя школа. В 1986 г. был открыт филиал завода «Дагэлектроавтомат».

## Сельское хозяйство
СПК «Андыхский»

## Известные уроженцы
- Магомедов, Муса Магомедович — Народный поэт Дагестанской АССР.